# Scindapsus schlechteri
Scindapsus schlechteri — вид квіткових рослин із родини кліщинцевих (Araceae), роду Сциндапсус (Scindapsus). Це ліана, рідним ареалом якої є Папуа Нова Гвінея.